# Miss Angola 2005
Miss Angola 2005 foi a 7.ª edição do tradicional e mais prestigiado concurso de beleza feminino de nível nacional da Angola. Vinte e seis candidatas representando todas as províncias do País africano e algumas nações participaram da competição. O certame realizou-se novamente no espaço de eventos Cine Atlântico de Luanda em dezembro de 2004, visando eleger assim, a mais bela e capacitada candidata em busca do título de Miss Universo 2005.

## Resultados

### Colocações
| Posição   | Província e Candidata              |
| Vencedora | - Cabinda — Carla Josias           |
| 1.ª Dama  | - Cuando-Cubango — Cláudia Santana |
| 2.ª Dama  | - Namibe — Anete Cambango          |

### Prêmios Especiais
- Foram distribuídos cinco prêmios este ano: [2]

| Posição             | Província e Candidata        |
| Miss Simpatia       | - Benguela — Isabel Lourenço |
| Miss Fotogenia      | - Cabinda — Zenilde Josias   |
| Miss Nexus          | - Huíla — Helma Marques      |
| Miss Movicel        | - Luanda — Rosinela Xavier   |
| Melhor Traje Típico | - Namibe — Anete Cambango    |

## Candidatas
- Competiram este ano pelo título, as candidatas de: [3]

| Título               | -        | Candidata            | I  | A    |
| Miss Bengo           | Angola   | Tânia Avelino        | 21 | 1.71 |
| Miss Benguela        | Angola   | Cristina Rito        | 20 | 1.80 |
| Miss Benguela        | Angola   | Isabel Lourenço      | 19 | 1.77 |
| Miss Benguela        | Angola   | Zenilde Josias       | 22 | 1.76 |
| Miss Bié             | Angola   | Ginevra da Rosa      | 23 | 1.80 |
| Miss Angola-Brasil   | Brasil   | Esmeralda Pombal     | 25 | 1.70 |
| Miss Cabinda         | Angola   | Eugénia de Pina      | 18 | 1.70 |
| Miss Cabinda         | Angola   | Angelina Chiola      | 23 | 1.76 |
| Miss Cuando-Cubango  | Angola   | Cláudia Santana      | 18 | 1.74 |
| Miss Cunene          | Angola   | Gisele Lucas         | 19 | 1.70 |
| Miss Huambo          | Angola   | Afonsina da Cruz     | 23 | 1.76 |
| Miss Huíla           | Angola   | Helena Marques       | 20 | 1.75 |
| Miss Luanda          | Angola   | Weza da Silva        | 21 | 1.68 |
| Miss Luanda          | Angola   | Rosinela Xavier      | 20 | 1.75 |
| Miss Luanda          | Angola   | Maura António        | 18 | 1.78 |
| Miss Luanda          | Angola   | Márcia Cândido       | 21 | 1.78 |
| Miss Lunda-Norte     | Angola   | Filomena Alberto     | 20 | 1.67 |
| Miss Lunda-Sul       | Angola   | Iracelma Muacassange | 22 | 1.77 |
| Miss Lunda-Sul       | Angola   | Judith Lembejeca     | 21 | 1.73 |
| Miss Lunda-Sul       | Angola   | Idalina Fontoura     | 19 | 1.78 |
| Miss Malange         | Angola   | Domiciliana Monteiro | 18 | 1.70 |
| Miss Malange         | Angola   | Cláudia Chaves       | 22 | 1.76 |
| Miss Namibe          | Angola   | Anete Cambango       | 20 | 1.70 |
| Miss Angola-Portugal | Portugal | Carla Baptista       | 23 | 1.71 |
| Miss Uíge            | Angola   | Zanda Ferreira       | 18 | 1.68 |